# Wilhelm Klüver (Philologe)
Wilhelm Klüver (* 25. Juli 1900 in Ascheberg (Holstein); † 13. Oktober 1987 ebenda) war ein deutscher Historiker und Privatgelehrter. Er gilt als einer der größten Landeshistoriker Schleswig-Holsteins.

## Leben
Wilhelm Klüver besuchte die Volksschule in Ascheberg und ab 1910 das Kaiserin Auguste Victoria Gymnasium Plön, das er 1918 mit dem kriegsbedingten Notabitur verließ. 1919 immatrikulierte er sich an der Universität Kiel für Geschichte, Germanistik und Geographie. 1924  wurde er mit einer Dissertation über Franz Hermann Hegewisch zum Dr. phil. promoviert. Im Jahr darauf bestand er die Staatsprüfung für das höhere Lehramt; er trat aber nicht in den Schuldienst, sondern arbeitete – abgesehen von bibliothekarischer Tätigkeit – zeitlebens als Privatgelehrter.
Als Schüler von Otto Brandt widmete er sich Georg Christian Burchardi und Paul von Hedemann-Heespen. Er schrieb den Nachruf auf Otto Brandt († 1935) und führte dessen Geschichte Schleswig-Holsteins von der 4. (1949) bis zur 7. Auflage (1976) fort.
Im Verein Deutscher Volksbibliothekare schrieb er für den Buchanzeiger für öffentliche Büchereien und die Zeitschrift Bücherei und Bildung in seinen beiden letzten Lebensjahrzehnten mehr als 600 vielseitige Rezensionen über Neuerscheinungen der deutschen und internationalen Geschichtswissenschaft.
Am 16. April 1971 erhielt er das Bundesverdienstkreuz 1. Klasse.

## Veröffentlichungen (Auswahl)
- Dithmarschen und Schleswig-Holstein im Wandel der Geschichte, 1931
- Die Landschaft Norderdithmarschen unter den Gottorpern, 1939
- Ascheberg, ein ostholsteinisches Guts- und Ortsbild, 1952
- Schleswig-Holsteinische Geschichte seit 1866. Grundzüge und Hauptdaten, 1972

Herausgeber
Georg Christian Burchardi: Lebenserinnerungen eines Schleswig-Holsteiners. 1927
Otto Brandt: Geschichte Schleswig-Holsteins. Ein Grundriss, 4.–7. Auflage. Mühlau, Kiel 1949, 1976
Rudolf Bülck: Geschichte der [Kieler] Universitätsbibliothek, 1960